# Durbin (Virginie-Occidentale)
Pour les articles homonymes, voir Durbin.
Durbin est une ville américaine située dans le comté de Pocahontas en Virginie-Occidentale.

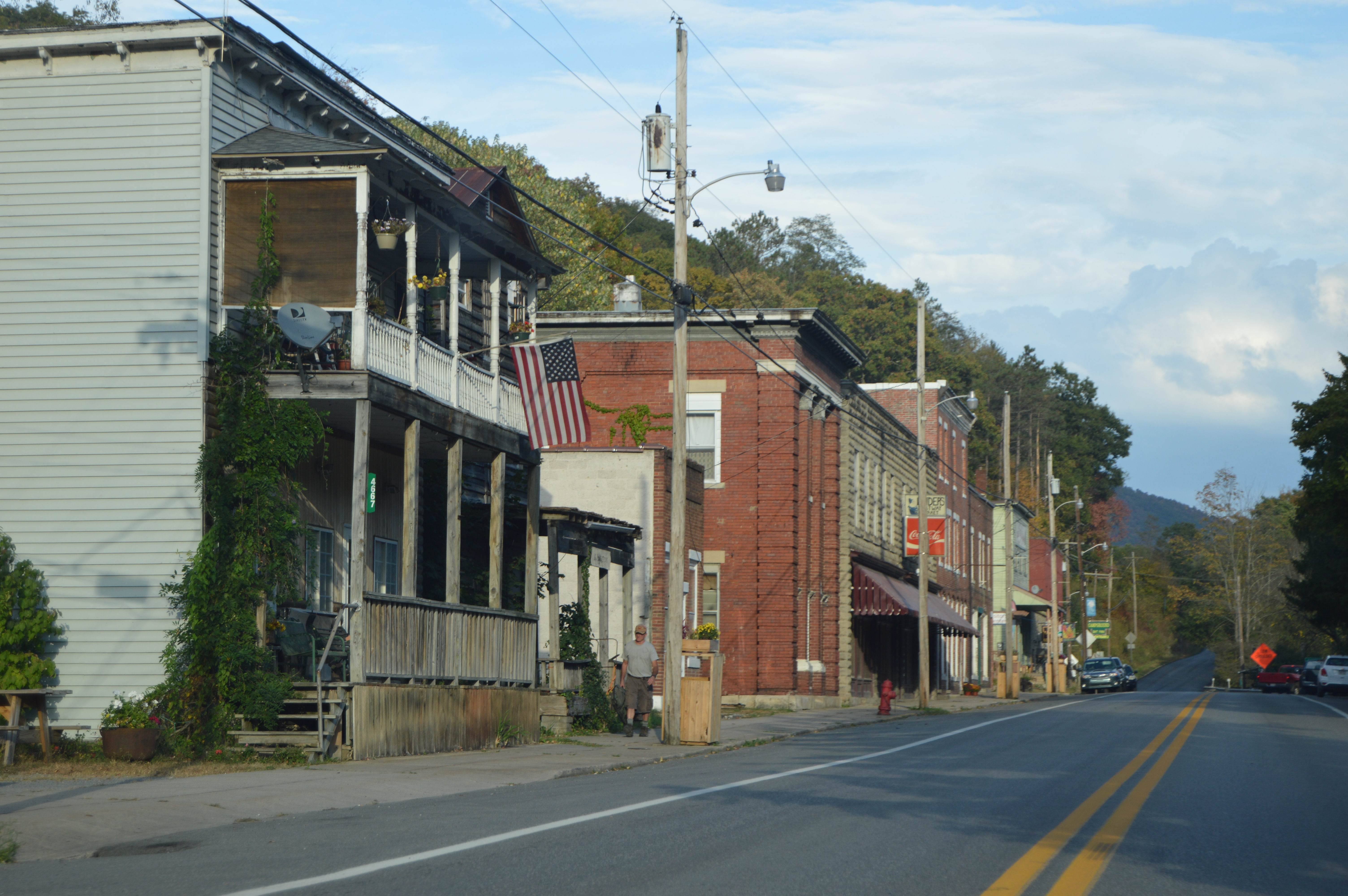
Quartier commerçant de la rue Main

## Démographie
Selon le recensement de 2010, Durbin compte 293 habitants. La municipalité s'étend sur 0,57 milles carrés (1,48 km2).
En 1890, John T. McGraw achète les terres où se situe aujourd'hui la ville, grâce au banquier Charles R. Durbin Sr. de Grafton,. La ville devient une municipalité en 1906.